# Java API-k listája
Háromféle Java API létezik javahoz:
- a hivatalos alap Java API, melyet a Java Platform JDK vagy JRE változata tartalmaz. A Java platform három változata a Java ME (Micro edition), Java SE (Standard edition), és a Java EE (Enterprise edition).
- hivatalos API-k, amelyek külön letölthetők. Ezeknek az API-knak a specifikálása egy JSR szerint történik, és később részét is alkothatják az alap API-knak is (például a Swing esete).
- nem hivatalos API-k, harmadik fél által fejlesztett API-k, ezek nincsenek kapcsolatban semmilyen JSR-rel.

A harmadik fél által fejlesztett szabadon API-k implementálhatnak bármilyen JSR specifikációját egy hivatalos API-nak (alap API-khoz is), feltéve, hogy alkalmazkodnak a Technology Compatibility Kit (TCK)-hoz. Ennek a szabadságnak az eredménye, hogy sok hivatalos API-nak több implementációja is van, mint a Sun-nak Referencia implementáció (RI).
Lentebb található egy lista a Java programozási nyelv API-jairól.

## Hivatalos API-k

### Java Platform, Standard Edition (Java SE)
| Név                                 | Rövidítés | Leírás és verziók | Elérhetőség  |
| ----------------------------------- | --------- | --- | ------------ |
| Java Advanced Imaging               | JAI       | Interfészek halmaza, ami támogat egy magas szintű programozási modell, amely lehetővé teszi a képek könnyű manipulálását.                                                                                 |              |
| Java Data Objects                   | JDO       | Egy specifikációja a java objektum perzisztenciának. |              |
| JavaHelp                            |           | Egy teljes, kiterjeszthető segítséget nyújtó rendszer, ami lehetővé teszi, hogy magába foglaljuk az online segítséget az appletekbe, komponensekbe, alkalmazásokba, operációs rendszerekbe és eszközökbe. |              |
| Java Media Framework                | JMF       | Egy API, ami lehetővé teszi az audio, video és egyéb idő-alapú média alkalmazásokba és appletekbe építését.                                                                                               |              |
| Java Naming and Directory Interface | JNDI      | Egy API directory service-ekhez. |              |
| Java Speech API                     | JSAPI     | Egy API ami lehetővé teszi a hangfelismerést és a hangösszetételt. |              |
| Java 3D                             | J3D       | Egy scene graph-alapú 3D API. | itt elérhető |
| Java OpenGL                         | JOGL      | Egy wrapper könyvtár OpenGL-hez. | itt elérhető |
| Java Mail                           | (nincs)   | Egy keretrendszer levelezéshez és levelező alkalmazásokhoz. | itt elérhető |
| Java USB for Windows                | (nincs)   | Alkalmazások USB kommunikációja. | itt elérhető |

### Java Platform, Enterprise Edition (Java EE)

#### Csomagolt API-k (része az alapletöltésnek)
| Név                  | Rövidítés | Java csomag(ok) amelyek tartalmazzák az API-t |
| -------------------- | --------- | --------------------------------------------- |
| Java Message Service | JMS       |                                               |
| JavaServer Faces     | JSF       | javax.faces                                   |

#### Opcionális API-k (külön letölthetőek)
| Név                        | Rövidítés | Elérhetőség  |
| -------------------------- | --------- | ------------ |
| Java API for XML-Based RPC | JAX-RPC   | itt elérhető |

### Java Platform, Micro Edition (Java ME)
| Név                                    | Rövidítés | Elérhetőség                                |
| -------------------------------------- | --------- | ------------------------------------------ |
| Connected Limited Device Configuration | CLDC      | Reference implementation is available here |
| Java Telephony API                     |           | available here                             |

## Nem hivatalos API-k (harmadik fél által kiadott)
Ez a lista meglehetősen hiányos, a Java platformhoz rendelkezésre álló API-k hatalmas számához képest.
Rich Client platformok
- Eclipse Rich Client Platform (RCP)
- NetBeans Platform

Office kompatibilis könyvtárak
- Apache POI

Tömörítés
- LZMA SDK, aSDK java implementációja, amit a népszerű 7-Zip tömörítő szoftver használ (itt elérhető)

Játék fejlesztési motorok
- jMonkey Engine
- LWJGL

Real-time könyvtárak
- Javolution

Ablak kezelési könyvtárak
- Abstract Window Toolkit (AWT)
- Swing (java)
- Standard Widget Toolkit (SWT)

## Fordítás
Ez a szócikk részben vagy egészben  a   List of Java APIs című angol Wikipédia-szócikk ezen változatának fordításán alapul.  Az eredeti cikk szerkesztőit annak laptörténete sorolja fel. Ez a jelzés csupán a megfogalmazás eredetét és a szerzői jogokat jelzi, nem szolgál a cikkben szereplő információk forrásmegjelöléseként.